# Krzyż Powstańczy w Przeworsku
Krzyż Powstańczy w Przeworsku (Krzyż Harcerski) – krzyż upamiętniający uczestników powstań: listopadowego i styczniowego, znajdujący się w Przeworsku przy skrzyżowaniu ulic Tysiąclecia i Marii Konopnickiej.
W 1947 V Drużyna Harcerzy w Przeworsku zainicjowała wzniesienie na mogile powstańców styczniowych pamiątkowego Krzyża. Komitet budowy stanowili  drużynowi przeworskich Drużyn Harcerzy. Projektantem Krzyża był inż. Piotrowski z Gliwic, nadzorujący w tym czasie prace inwestycyjne w Cukrowni, a wykonali go w czynie społecznym pracownicy fabryki. Krzyż stanął na rogu ulic Cmentarnej (obecnie Tysiąclecia) i Marii Konopnickiej, gdzie byli chowani powstańcy. Na uroczystości odsłonięcia Krzyża przybyły władze miejskie i wojewódzkie. Zdecydowano wówczas organizować co roku uroczyste apele, jednak w 1949 zaprzestano tego zwyczaju. Tradycję przywrócono dopiero w 1994.
W 2001 Hufiec ZHP Przeworsk postanowił ufundować tablicę upamiętniającą powstańców oraz inicjatorów wzniesienia Krzyża. Ogłoszono konkurs na treść napisu. Zdecydowano, by na tablicy umieścić następującą inskrypcję:

KRZYŻ HARCERSKI

WYRAZ PATRIOTYZMU DRUŻYN

1947

CZCZĄCY UCZESTNIKÓW POWSTAŃ

1830 * 1863

HARCERZE HUFCA ZHP PRZEWORSK

2002

Tablicę odsłonięto uroczyście 22 stycznia 2002.